# Ronde van Almaty 2013
De 1e editie van de wielerwedstrijd Ronde van Almaty werd gehouden op 6 oktober 2013. De wedstrijd startte en eindigde in Almaty. De wedstrijd maakte deel uit van de UCI Asia Tour 2014, in de categorie 1.2. Deze eerste editie werd gewonnen door de Kazach Maksim Iglinski.

## Deelnemende ploegen
| ProContinentaal           | Continentaal                    | Regionaal      | Nationaal   |
| ------------------------- | ------------------------------- | -------------- | ----------- |
| Bardiani Valvole-CSF Inox | Astana CT                       | Vino 4ever     | Kazachstan  |
| CCC Polsat Polkowice      | Alpha Baltic-UnityMarathons.com | Global Cycling | Moldavië    |
| Novo Nordisk              | Arbö Gebrüder Weiss-Oberndorfer |                | Oezbekistan |
|                           | Ayandeh                         |                |             |
|                           | CCN                             |                |             |
|                           | ISD CT                          |                |             |
|                           | Itera-Katjoesja                 |                |             |
|                           | Kolss                           |                |             |
|                           | La Pomme Marseille              |                |             |
|                           | Polygon Sweet Nice              |                |             |
|                           | Rietumu-Delfin                  |                |             |
|                           | Synergy Baku                    |                |             |

## Uitslag
| Plaats  | Naam                  | Ploeg                     | Tijd     |
| ------- | --------------------- | ------------------------- | -------- |
| Winnaar | Maksim Iglinski       | Kazachstan                | 3u23'01" |
| 2       | Sonny Colbrelli       | Bardiani Valvole-CSF Inox | + 30"    |
| 3       | Roeslan Tleoebajev    | Kazachstan                | z.t.     |
| 4       | Bakhtijar Kozhatajev  | Astana CT                 | z.t.     |
| 5       | Andris Smirnovs       | Rietumu-Delfin            | z.t.     |
| 6       | Mychajlo Kononenko    | Kolss                     | z.t.     |
| 7       | Dmitri Groezdev       | Kazachstan                | z.t.     |
| 8       | Dmitry Krivtsov       | ISD CT                    | z.t.     |
| 9       | Zhandos Bizhigitov    | Astana CT                 | z.t.     |
| 10      | Joshua Berry          | La Pomme Marseille        | z.t.     |
| 11      | Andrij Vasyljoek      | Kolss                     | z.t.     |
| 12      | Christoph Schweizer   | Synergy Baku              | z.t.     |
| 13      | Roman Katyrin         | Itera-Katjoesja           | z.t.     |
| 14      | Anatoli Pakhtoesov    | ISD CT                    | z.t.     |
| 15      | Daniil Fominykh       | Astana CT                 | z.t.     |
| 16      | Nicolae Tanovitchii   | Moldavië                  | z.t.     |
| 17      | Lars van de Vall      | Global Cycling            | z.t.     |
| 18      | Nikolaj Michajlov     | CCC Polsat Polkowice      | z.t.     |
| 19      | Bartłomiej Matysiak   | CCC Polsat Polkowice      | z.t.     |
| 20      | Mohsen Rahmanibeiragh | Ayandeh                   | z.t.     |
|         |                       |                           |          |
| 74      | Kevin De Mesmaeker    | Novo Nordisk              | + 3'39"  |

## UCI Asia Tour
In deze Ronde van Almaty waren punten te verdienen voor de ranking in de UCI Asia Tour 2014. Enkel renners die uitkwamen voor een (pro-)continentale ploeg, maakten aanspraak om punten te verdienen.
| Positie | 1e | 2e | 3e | 4e | 5e | 6e | 7e | 8e |
| Punten  | 40 | 30 | 16 | 12 | 10 | 8  | 6  | 3  |

2013 ·
2014 ·
2015 ·
2016 ·
2017 ·
2018 ·
2019 ·
2020 ·
2021